# Terusan Laut
Terusan Laut is een bestuurslaag in het regentschap Ogan Komering Ilir van de provincie Zuid-Sumatra, Indonesië. Terusan Laut telt 1288 inwoners (volkstelling 2010).